# Səlahəddin Xəlilov

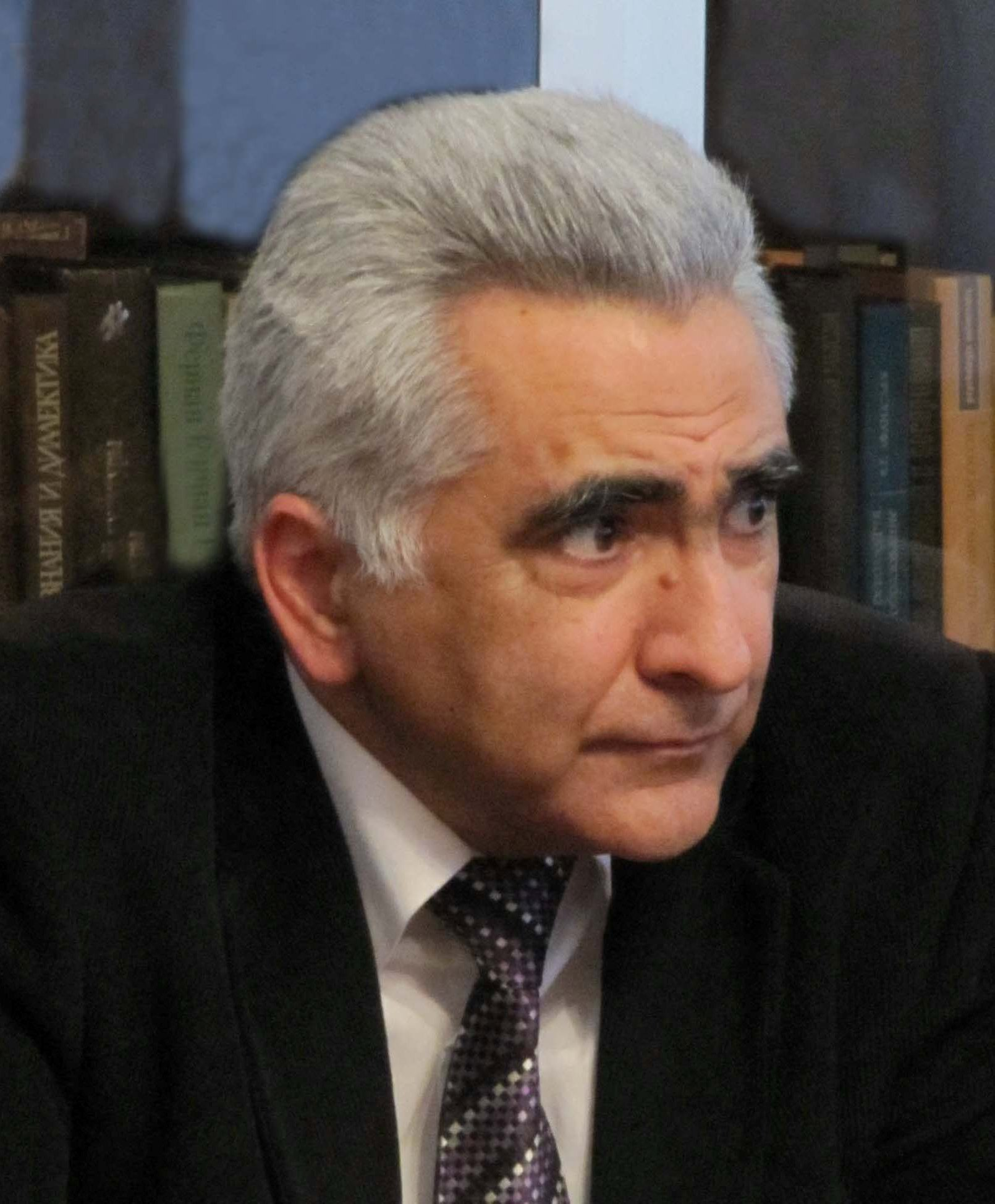
Səlahəddin Xəlilov (2010)

Səlahəddin Sədrəddun oğlu Xəlilov (* 22. Februar 1952 in Marneuli, Georgische SSR, Sowjetunion) ist ein aserbaidschanischer Philosoph.

## Leben
Nachdem Xəlilov 1968 die Mittelschule mit Auszeichnung abgeschlossen hatte, schrieb er sich im Fachbereich Physik der aserbaidschanischen Staatlichen Universität (heute Staatliche Universität Baku) ein. Nach seinem Abschluss mit Auszeichnung im Jahr 1973 begann er ein Studium an der Graduiertenschule mit Hauptfach Philosophie. Im Jahr 1976 verteidigte er seine Dissertation zum Thema „Systemisch-strukturelle Analyse des wissenschaftlichen und technologischen Fortschritts“. Im Jahre 1990 verteidigte Xəlilov seine Dissertation über „Logische und erkenntnistheoretische Forschung des wissenschaftlichen und technologischen Fortschritts“. Im selben Jahr wurde er auf den Posten des Professors und Leiters der „Abteilung Philosophie der aserbaidschanischen Staatlichen Pädagogischen Universität“ gewählt.
Səlahəddin Xəlilov ist einer der Gründer der ersten privaten Universität des Landes – der Universität Aserbaidschan. Seit 1994 leitet er das Forschungszentrum für Ost-West. Im Jahr 1997 gründete er die internationale wissenschaftliche und sozialpolitische Zeitschrift Seidenstraße, deren Chefredakteur er bis 2005 war. 2002 wurde er zum Vorsitzenden des Präsidiums der Vereinigung der Philosophie und Sozial- und Politikwissenschaften Aserbaidschans. Seit 2003 ist er Chefredakteur der Zeitschrift Fәlsәfә vә Sosial-Siyasi Elmlәr (deutsch: „Philosophie und sozialpolitische Wissenschaften“). Seit 2006 ist er zudem Mitglied des Präsidiums des HAC unter dem Präsidenten der Republik Aserbaidschan. Im Jahr 2007 wurde Xəlilov zum korrespondierenden Mitglied der „Nationalen Akademie der Wissenschaften“. Seit 2009 bekleidet er zusätzlich das Amt des Vorsitzenden des „Problemsrats der aserbaidschanischen nationalen Akademie der Wissenschaften in der Philosophie, Politikwissenschaft und Soziologie“.
Im Jahr 1972 gründete Səlahəddin Xəlilov eine Schule für junge Physiker des Landes und übernahm ihre Leitung. 1981 wurde er zum Vorsitzender des „Rates der jungen Wissenschaftler“ gewählt. Im Jahr 1988 ernannte man ihn zum Vorsitzenden der „Vereinigung junger Sozialwissenschaftler der Republik“. Seit 1997 ist er Vorsitzender des Ausschusses für den Bahmanyar-Preis. Im Zeitraum 2000 bis 2005 war er Abgeordneter der Nationalversammlung der Republik Aserbaidschan.

## Forschungsschwerpunkte
- Wissenschaft der Wissenschaft
- Erkenntnistheorie
- östliche und westliche Zivilisationen
- vergleichende Philosophie
- Philosophie von Abu Turhan
- Phänomenologie

## Auszeichnungen
- 1987: Prämie der sowjetischen All-Unions-Gesellschaft Wissen
- 1992: Yusif-Mammedeliyev-Prämie

## Werke (Auswahl)
- Grundlagen des wissenschaftlichen und technologischen Fortschritts. Logische und methodologische Analyse. Nachwort von Akademiemitglied A.D. Ursula. Moskau 1997 (russisch).
- Ost-West: Wissenschaft, Bildung, Religion. Baku 2000 (englisch).
- Ost und West: die universelle Ideale. Baku 2004 (aserbaidschanisch).
- Bildungssystem: Theorie und Praxis. Baku 1999 (aserbaidschanisch).
- Philosophie: Geschichte und Moderne (vergleichende Philosophie). Baku 2006 (aserbaidschanisch).
- As-Suhrawardi's Lehre und Phänomenologie. In: Jahrbuch der islamischen Philosophie und westlichen Phänomenologie über Mikrokosmos und Makrokosmos. Springer, Dordrecht 2006, S. 262–276.
- Seele und Körper im phänomenologischen Kontext der Phänomenologie des Lebens, von der animalischen Seele zum menschlichen Geist. Buch II: Die menschliche Seele in der kreativen Transformation des Geistes. In: Analecta Husserliana. 94. Band, 2006.
- Philosophie der Spiritualität. Baku 2007 (aserbaidschanisch).
- Ost-West: zum gemeinsamen Ideal. Istanbul 2006 (türkisch, Originaltitel: Mefkure Yayınları.).
- Philosophie, Wissenschaft, Kultur. Ihre Eigenheiten im Osten und Westen. CA&CC Press, Stockholm 2008.
- Philosophische Brücke von Ost nach West. Ötüken-Verlag, Istanbul 2008 (türkisch).
- Liebe und Intellekt. Moskau 2009 (russisch).
- Romantische Poesie im Rahmen des Ost-WestProblems. Moskau 2009 (russisch).
- Dialog der Zivilisationen. Baku 2009 (aserbaidschanisch).